# Nimlot (III)
Nimlot (fl. VIII secolo a.C.) è stato governatore (principe) della città di Ermopoli (Khnum), capoluogo del 15º distretto dell'Alto Egitto al termine della XXIII dinastia egizia.

## Biografia
Forse figlio di Osorkon III, venne nominato governatore da Takelot III o, secondo altri studiosi, da Rudamon II.

Per motivi che non sono chiari si attribuì rango reale – al pari del governatore di Eracleopoli, Payeftjauembastet – pur non esercitando di fatto alcun potere e restando in posizione di vassallaggio verso Iuput II, il sovrano della XXIII dinastia.

Durante la guerra che oppose Piankhi della XXV dinastia a Tefnakht, fondatore della XXIV dinastia, dapprima fece atto di sottomissione al primo, ma poi aderì alla coalizione guidata da Tefnakht, scelta a cui rimase fedele fino alla fine opponendo, sembra, una strenua resistenza all'avanzata del sovrano nubiano.
Nella stele eretta da Piankhi per celebrare la sua vittoria, Nimlot è uno dei quattro "re" (insieme ad Osorkon IV di Tanis e i già citati Iuput II di Leontopoli e Payeftjauembastet di Eracleopoli) che rendono omaggio al vincitore e porta la corona con l'ureo, simbolo della regalità.

Prima di ritornare vittorioso a Napata, Piankhi riconfermò le cariche governative sulle rispettive città di questi personaggi sottomessi e tra questi scelse Nimlot come interlocutore.
| n · U1 | r · V13 |

| n · U1 | r · V13 |

| n · U1 | r · V13 |

| n · U1 | r · V13 |

nmlt - Nimlot